# Грант, Роберт (астроном)
Роберт Грант (англ. Robert Grant, 1814—1892) — британский астроном.

## Биография
Роберт Грант родился в Шотландии в семье торговца. Из-за болезни Роберт шесть лет не мог посещать школу, и до 19 лет он самостоятельно изучал греческий, латынь, французский, итальянский языки и математику. После непродолжительного обучения в Королевском колледже в Абердине, в 1841 году Роберт поступил на работу в контору своего брата в Лондоне, где занялся сбором материалов по истории астрономии.
С 1845 по 1847 годы Грант жил в Париже, зарабатывая уроками английского языка; в это время он посещал лекции знаменитых астрономов Араго и Леверье. Результатом пребывания Гранта во Франции стал его труд History of Physical Astronomy from the Earliest Ages to the Middle of the Nineteenth Century, частично опубликованный Обществом полезных знаний в 1848-49 годах и полностью — лишь в 1852 году, за который Грант в 1856 году был удостоен золотой медали Королевского астрономического общества. В 1850 году Грант был избран членом Королевского астрономического общества и в 1852-60 годах редактировал его журнал Monthly Notices. В 1855 и 1865 году, он получил в университете Абердина степени соответственно Master of Arts и Legum Doctor (доктор права), и в 1865 году также был избран членом Королевского общества.
В течение нескольких месяцев Грант работал в Гринвичской обсерватории, а в 1859 году, после смерти профессора Джона Никола, был назначен профессором астрономии и директором обсерватории университета Глазго. В университетской обсерватории из оборудования был доступен только шестидюймовый меридианный круг работы Эртеля, на котором Грант выполнил продолжительный цикл наблюдений, результаты которых были воплощены в каталоге 6415 звезд для эпохи 1870 года, опубликованном в Глазго в 1883 году. Введение к этому каталогу содержит статью Гранта о собственных движениях звёзд. Спустя несколько недель после смерти Гранта в 1892 году увидел свет его «Дополнительный каталог 2156 звёзд». Оба эти каталога были составлены Грантом практически самостоятельно, с минимальной посторонней помощью.
Под руководством Гранта в 1863 году в обсерватории был установлен 9-дюймовый телескоп с экваториальной монтировкой, который использовался для наблюдений планет, комет и двойных звёзд. Грант участвовал в экспедиции в Испанию для наблюдений полного солнечного затмения 18 июля 1860 года, во время которого наблюдал за хромосферой и протуберанцами, природу которых он раскрыл одним из первых. В 1861 году Грант организовал в Глазго службу времени на основе электросигналов, а в 1865 году также сотрудничал с Джорджем Эйри в определении разности долгот между Глазго и Гринвичем с помощью гальванических сигналов. Грант также наблюдал метеорные потоки: Леониды в 1866 и 1868 годах, Андромедиды — в 1872 и 1885 годах, и прохождение Венеры по диску Солнца в 1882 году, о чём регулярно сообщал в Королевское астрономическое общество.
Грант умер 24 октября 1892 года в родной деревне в Шотландии.

## Личная жизнь
Роберт Грант женился в 1874 году на Элизабет Эмме Дэвисон из Ньюкасла (Новый Южный Уэльс), в браке у них был сын и три дочери.

## Публикации
Грант опубликовал свои переводы на английский язык трудов Араго «Биографии выдающихся учёных» (Biographies of Distinguished Scientific Men, 1854) и «Популярный трактат о кометах» (Popular Treatise on Comets, 1861); совместно с адмиралом Уильямом Генри Смитом они перевели «Популярную астрономию» Араго в 2-х томах, 1855 и 1858 гг. Многие статьи Гранта публиковались в «English Cyclopaedia», а также в Astronomische Nachrichten, Comptes Rendus и «Трудах философского общества Глазго», президентом которого Грант был в течение трех лет.